# BattleForge
BattleForge ist ein von EA Phenomic entwickeltes Echtzeit-Strategiespiel. Als Vollpreistitel erstmals am 26. März 2009 veröffentlicht, wurde das Geschäftsmodell ab dem 26. Mai 2009 auf Free-to-play umgestellt und das Programm als kostenloser Download zugänglich gemacht. Die kostenlose Version enthält weniger Sammelkarten, damit Geld durch den Verkauf zusätzlicher Karten verdient wird. BattleForge nutzte seit einem Update im September 2009 als erstes Spiel die Grafikschnittstelle DirectX 11. Im September 2013 gab Betreiber Electronic Arts die Aufgabe des Spielbetriebs zum 31. Oktober 2013 bekannt.

## Spielprinzip
Bei BattleForge handelt es sich um ein „Online-Strategiespiel“. Das heißt, das Spiel ist größtenteils darauf ausgelegt, im Multiplayermodus gespielt zu werden. Es besteht aber auch die Möglichkeit, solo zu spielen. Ein Internetanschluss ist dennoch zwingend erforderlich.
Das Spielprinzip von BattleForge ist äußerst ungewöhnlich. Der Spieler baut nicht, wie sonst in Echtzeit-Strategiespielen üblich, eine Basis auf, in der er Truppen rekrutiert. Das Spiel ist eher eine Mischung aus Sammelkarten- und Echtzeit-Strategiespiel.
Der Spieler kann sich aus den Karten, die er besitzt, ein Deck zusammenbauen, welches maximal 20 Karten beinhalten darf. Jede der Karten repräsentiert entweder eine Einheit, einen Zauber, oder ein Gebäude. Hat der Spieler genug Ressourcen gesammelt, kann er die jeweilige Karte ausspielen, und diese erscheint dann direkt auf dem Schlachtfeld als die Einheit, das Gebäude, oder der Zauber, die auf der Karte dargestellt sind. Die Entwickler wollen damit erreichen, dass das Spiel dynamischer wird, da die Einheiten direkt dort beschworen werden können, wo sie gebraucht werden, und nicht erst einen langen Weg von der Basis zum Einsatzort zu bewältigen haben.

### Fraktionen
In BattleForge gibt es vier Elemente: Feuer, Frost, Natur und Schatten. Jedes davon spielt sich unterschiedlich. Die Feuerkarten bestehen größtenteils aus Karten, die viel Schaden austeilen, und sind somit für eine aggressive Angriffsstrategie gedacht. Die Fraktion Frost setzt dagegen auf eine defensive Spielweise, da sie unter anderem auch viele Verteidigungstürme bietet. Naturkarten repräsentieren vor allem Heilkarten, also Zauber, Gebäude und auch Einheiten, die die Lebenspunkte verbündeter Einheiten wiederherstellen können. Die Fraktion Schatten ist für risikofreudige Spieler gedacht, es gibt beispielsweise Schattenkarten, die permanent Lebenspunkte verlieren. Jedoch ist es dem Spieler möglich, in einem Deck Karten von verschiedenen Fraktionen zu verwenden.

### Mischdecks
Es gibt die Misch-Fraktionen:
- Edition 2 Steinsippe (Natur/Frost) Banditen (Schatten/Feuer)
- Edition 3 Zwielicht (Natur/Feuer) Verlorene Seelen (Schatten/Frost)
- Edition 4 VORSCHAU Decks enthielten eine (Schatten/Natur) Karte [Amii-Phantom] die darauf hinschließen lässt das die Amii* MischFraktion beim erscheinen der Amii Edition verfügbar sein wird, allerdings wurden noch keine (Feuer/Frost) Karten veröffentlicht.
- Amii Edition erschien am 26/04/2012.[3]

### Ressourcen
Ähnlich wie in klassischen Echtzeit-Strategiespielen benötigt der Spieler Ressourcen, um seine Karten ausspielen zu können. So benötigt er für jede Karte eine unterschiedliche Menge an Energie, die auf der Karte als Voraussetzung angegeben ist. Energie wird auch verwendet, um Spezialfähigkeiten von Einheiten zu benutzen, oder Mauern auf der Karte an vorgegebenen Stellen zu errichten. Diese Energie wird in sogenannten Energiebrunnen gewonnen, die der Spieler auf vorgegebenen Stellen auf dem Schlachtfeld errichten kann. Der Spieler startet bereits mit zwei bis drei Generatoren. Das Erbauen weiterer Generatoren kostet den Spieler 100 Energie. Sobald ein Generator eingenommen wurde, produziert er Energie für den Besitzer.
Innovativ ist das Energiesystem von BattleForge vor allem, weil die Energie, die verbraucht wird, nicht vollkommen verloren ist. So fließen 90 % der verbrauchten Energie zurück in den sogenannten Leerenergievorrat. Der Vorrat fließt dann wiederum langsam zurück in den verwendbaren Energiepool. Je mehr Leerenergie gesammelt wurde, desto schneller ist der Rückfluss. Dabei ist zu beachten, dass die Energie erst in dem Moment zu 90 % in den Vorrat fließt, in dem der Effekt einer Karte verbraucht ist, das heißt, wenn eine gerufene Einheit stirbt, ein gebautes Gebäude zerstört wird oder eine Zauberkarte benutzt wird. Die Kosten von zerstörten Energiegeneratoren und Sphären fließen jedoch nicht zurück in den Leerenergievorrat. Eine Ausnahme ist, wenn sich ein Monument im Bau befindet und vom Spieler selbst wieder abgerissen wird, in diesem Fall erhält der Spieler auch 90 % der Energie zurück.
Karten benötigen jedoch nicht nur Energie, um beschworen zu werden, sondern haben als Voraussetzung auch sogenannte Sphären, die im Besitz sein müssen. Anders als Energie werden Sphären nicht verbraucht, wenn mit ihrer Hilfe eine Karte ausgespielt wird. Jedes der Völker benötigt eine andere Sphäre. Der Spieler startet mit einer Sphäre, die automatisch die Farbe der zuerst ausgespielten Karte annimmt. Um bessere Karten auszuspielen, muss der Spieler Monumente errichten, und sich für eine der vier Farben (Rot, Blau, Grün oder Violett) entscheiden, die die Sphäre haben soll. Das erbauen von Monumenten ist nur an dafür vorgesehenen Stellen auf der Karte möglich. Jede weitere Sphäre kostet auch mehr Energie.
Stärkere Karten erfordern mehr als eine Sphäre. Dabei gibt es manche Karten, die als Voraussetzung mehrmals die gleiche Farbe der Sphäre benötigen und andere, bei denen nur eine Sphärenfarbe vorgegeben ist. Bei diesen muss dann beispielsweise nur eine Sphäre blau sein, die anderen können jede beliebige Farbe haben. Dadurch ist es dem Spieler möglich, sein Deck aus Karten von verschiedenen Fraktionen zusammenzubauen. Maximal erforderliche Anzahl von Sphären ist vier. Dementsprechend sind Karten, welche vier Sphären voraussetzen, in der Regel die stärksten Karten im Spiel.

### Kartenaufwertungen
Die Karten, die der Spieler besitzt können mit sogenannten Kartenaufwertungen verbessert werden. So können durch die Aufwertungen entweder der Schaden, die Lebenspunkte oder Spezialeffekte verbessert werden. Zudem reduzieren manche Aufwertungen die Energiekosten, die nötig sind um eine Karte auszuspielen. Es gibt drei Aufwertungsstufen, die der Spieler als Belohnung nach dem erfolgreichen Bestehen einer Mission erhalten kann. Jedoch gibt es zudem die Möglichkeit, die Aufwertungen mit sogenannten Kampfspielsteinen zu „kaufen“, die man nach dem Sieg in PvP-Spielen oder zufällig erstellten PvE-Spielen erhält, diese Steine kann man auch seit einem Update im Marktplatz für 10 Battleforge Punkte ersteigern.

### PvE
Im Player-versus-Environment-Modus ist es dem Spieler möglich, Kampagnen und Missionen gegen den Computergegner zu spielen. Dabei wird die Hintergrundgeschichte vorangetrieben. Es gibt Missionen, die solo gespielt werden müssen, aber auch Multiplayer-Missionen mit bis zu 12 Spielern. Die Missionen sind in drei Schwierigkeitsgrade eingeteilt (Standard, Fortgeschritten und Profi), wobei viele Missionen in allen Schwierigkeitsstufen verfügbar sind. Beim erfolgreichen Durchspielen einer Mission kann man Kartenaufwertungen erhalten. Zudem erhält man Gold und Erfahrungspunkte.
Zudem gibt es die Möglichkeit, zufällig generierte PvE-Karten zu spielen. Diese sind in zehn Schwierigkeitsstufen spielbar. Als Belohnung erhält man Gold, Erfahrungspunkte und Kampfspielsteine.
Gold benötigt man zum Bezahlen von Kartenaufwertungen, Einstellen von Artikeln ins Auktionshaus und zum versenden von Briefen an andere Spieler. Erfahrungspunkte benötigt man, um im Rang aufzusteigen. Dabei ist der maximal erreichbare PvE-Rang 15. Anders als im PvP-Modus kann man durch verlorene Missionen keine Erfahrungspunkte verlieren.

### PvP
Player-versus-Player-Spiele können in zwei verschiedenen Modi gespielt werden: „Sammeldeck“ und „Tome“. Zudem gibt es die Möglichkeit, alleine gegen einen Spieler zu spielen (1 vs. 1) oder zu zweit gegen zwei Gegner anzutreten (2 vs. 2). Nach jedem Spiel gegen einen oder mehrere andere Spieler erhält man eine gewisse Summe an Gold und Kampfspielsteinen.
Sammeldeck bezeichnet das Spiel mit dem Deck eines Spielers, das er frei aus allen seinen besessenen Karten zusammenstellen kann. Diese Karten haben dann die entsprechende Aufwertungsstufe, die der Spieler bereits erreicht hat.
Tome bezeichnet eine etwas andere Spielweise. Eine Tome-Deck muss käuflich für BattleForge-Punkte erworben werden und besteht aus mehreren Boosterpacks. Ein Tome-Deck kann ausschließlich aus diesen erhaltenen Karten zusammengestellt werden, wobei die Karten seit dem letzten Patch die Aufwertungsstufe 2 enthalten und bis zur Stufe 2 geladen sind. Dieser Modus fordert die Spieler also in besonderem Maße, da man versuchen muss mit dem begrenzten Kartenpool ein möglichst ausgewogenes PvP-Deck zusammenzustellen. Dementsprechend können in Tome-Spielen auch mehr Kampfspielsteine gewonnen werden.

#### PvP-Ranking
Ziel des Spiels im PvP-Modus ist es, das Ranking aller Spieler anzuführen. Dabei gibt es gesonderte Rankings für 1 vs. 1 und 2 vs. 2. Zudem wird zwischen Sammeldeck- und Tome-Modus unterschieden. Das Ranking basiert auf dem Elo-System. So bekommt man bei einem Sieg gegen einen Spieler mit gleicher Elo-Zahl 500 Elo gutgeschrieben, wobei der Gegner 500 verliert. Hat der Gegner eine höhere Elo-Zahl, erhält man dementsprechend mehr oder verliert weniger.
Der PvP-Rang ist somit abhängig von der Elo-Zahl und man kann auch im Rang absteigen. Maximal erreichbarer PvP-Rang ist 30 was einem Elo von ~150.000 entspricht.

### Karteneditionen
Bei der Veröffentlichung des Spiels wurde die Kartenedition „Zwielicht“ (engl. „Twilight“) eingeführt. Diese Edition enthält 200 Karten, die vier Fraktionen angehören (Feuer, Frost, Schatten und Natur). In Zukunft werden weitere Editionen veröffentlicht.
Es erschienen bereits die Renegade- und die Lost Souls (verlorene Seelen) Edition. Das Besondere an diesen Fraktionen ist, dass sie mehrere verschiedenfarbige Sphären als Voraussetzung haben. So benötigen die Banditen Feuer- und Schattensphären und die Steinsippe Frost und Natursphären.
Es wurden aber auch gänzlich neue, so genannte Legenden-Karten eingeführt. Diese machen aus der Hintergrundgeschichte bekannte Kreaturen spielbar. Das Besondere ist hierbei, dass sie nur ein Mal gleichzeitig auf dem Spielfeld aufgerufen werden können und es egal ist, aus welchen Farben die benötigte Anzahl an Sphären besteht. Diese Karten zeichnen sich vor allem durch ihre Spezialfähigkeiten aus.

## Erwerb von neuen Karten

### Verkaufsversion
Bei der im Laden erhältlichen Verkaufsversion des Spiels erhält der Spieler zu Spielbeginn 64 Karten (16 pro Farbe). Falls der Spieler mit seinen Karten unzufrieden sein sollte, kann er sich mit „BattleForge-Punkten“ Boosterpacks kaufen. Diese enthalten jeweils acht Karten, die der Spieler sofort in sein Deck aufnehmen kann. Es besteht aber auch die Möglichkeit, mit anderen Spielern Karten zu tauschen. Zudem gibt es ein Auktionshaus, in dem Spieler Kartenauktionen erstellen können. BattleForge-Punkte müssen nach Verbrauch der in der Verkaufsversion enthaltenen 3000 für 19,99 Euro im Laden oder online gekauft werden. Diese Option ist allerdings nicht verpflichtend, jeder kann selbst entscheiden, ob er zusätzliches Geld investieren möchte, oder nicht.

### Play4Free
Seit dem 26. Mai 2009 ist BattleForge Play4Free, neue Spieler erhalten somit die Möglichkeit kostenlos alle Funktionen des Spiels zu nutzen.
Die Play4Free-Version enthält im Vergleich zur Verkaufsversion jedoch deutlich weniger:
- Es sind keine BattleForge-Punkte enthalten.
- Es sind nur 2 Decks à 16 Karten enthalten.
- Funktionen wie das Auktionshaus und Direkttausch werden erst mit Erreichen von PvE-Rang 4 und nachdem man 40 Minuten gespielt hat oder PvP-Rang 10 freigeschaltet.

## Rezeption
BattleForge wurde gemischt beurteilt. Durchweg wird die Neuartigkeit des Spielprinzips mit Sammelkarten und deren Umsetzung in ein Computerspiel gelobt. So werden speziell die Austauschfunktionen und das Auktionshaus gut aufgenommen. Weiterhin wird die Umsetzung des Multiplayer-Modus äußerst positiv bewertet.
Jedoch wird als Schwäche oftmals das Fehlen eines integrierten Voice-Chats beanstandet, was allgemein als veraltet bewertet wird. Zudem wird oftmals auch die Gefahr der finanziellen Abhängigkeit durch den Erwerb von Boosterpacks als negativ eingestuft.

## Fan-Revival
Seit 2015 arbeitet ein Team an einem Revival Projekt, bei dem die originalen Client-Spieldateien benutzt werden und lediglich das Login und die serverseitige Software neu programmiert werden. Der Server soll wie das Original Free-to-play sein, jedoch auf Mikrotransaktionen verzichten. Der Betrieb der Server soll über Spenden finanziert werden. Am 18. Dezember 2020 wurde das Projekt unter dem neuen Namen Skylords Reborn offiziell veröffentlicht. Das Spiel ist innerhalb von 4 Jahren immer weiterentwickelt worden und beinhaltet nun auch komplett neue Karten, neue Spielmodi und Maps. Es werden regelmäßig Updates veröffentlicht und die Spielerzahl wächst stetig.